# وطن امروز
وطن امروز روزنامه‌ای ایرانی است که مجوز انتشار خود را در بهمن ۱۳۸۶ از وزارت ارشاد دریافت کرد و در آستانه انتخابات ریاست‌جمهوری ایران در ۱۳۸۸ آغاز به کار کرد. این روزنامه پس از ۱۰ سال فعالیت در ۱۱ مرداد ۱۳۹۸ اعلام کرد که به دلیل مشکلات مالی دیگر فعالیت نخواهد کرد، اما در نهایت در ۱۱ آبان ۱۳۹۸ فعالیت خود را مجدداً از سر گرفت.
مدیر مسئول این روزنامه مهرداد بذرپاش بود که در ۱۴ مهر ۱۳۸۸ با رای هیئت نظارت بر مطبوعات، مدیر مسئولی این روزنامه به محمد آخوندی تغییر پیدا کرد.

## ادعای مصاحبه رادیو فردا با سخنگوی گروه جیش العدل
روزنامه وطن امروز در ۱۱ آبان ۱۳۹۲ در تیتر اول خود مدعی شد که رادیو فردا با سخنگوی یک گروهک مسلح تروریستی موسوم به جیش‌العدل مصاحبه کرده‌است؛ این مصاحبه با تکذیب رادیو فردا همراه شد. اما سایت اصول‌گرای رجانیوز، با رد تکذیبیه رادیو فردا، اقدام به انتشار تصاویر صفحات فیس‌بوک رسمی رادیو فردا و جیش‌العدل و همچنین شبکه وهابی کلمه کرد که در آن تصاویر اخبار و فایل این مصاحبه مشاهده می‌شود و بدین ترتیب رادیو فردا را متهم به دروغ‌گویی و پنهان‌کاری کرد.

## شکایت‌های دولت از روزنامه
در دی ۱۳۹۳، هیئت نظارت بر مطبوعات به علت «توهین به رئیس‌جمهوری از طریق درج کاریکاتور» و «تیتر اولی که در تخریب رابطه با همسایگان و در مغایرت با مصوبات شورای عالی امنیت ملی» پروندهٔ این روزنامه را به دادگاه ارجاع داد. همچنین در اسفند ۱۳۹۵ هیئت نظارت بر مطبوعات اعلام کرد: روزنامه «وطن امروز» به دلیل بی‌توجهی به اصل وحدت اسلامی، عطف به بند ۴ ماده ۶ قانون مطبوعات تذکر دریافت کرده‌است و پرونده این روزنامه بابت انشار مطلبی با عنوان «پسابرجام و نعل‌های وارونه» مصداق اهانت به روحانیت قلمداد و عطف به بند ۸ ماده ۶ قانون مطبوعات، به دادگاه ارجاع شده‌است.
با این حال پس از برگزاری دادگاه و ارائه دفاعیات این روزنامه، وطن امروز از بعضی اتهامات تبرئه شد. علی‌اکبر کسائیان، سخنگوی هیئت منصفه دادگاه مطبوعات دربارهٔ نتیجه رای دادگاه به خبرگزاری میزان گفت: روزنامه «وطن‌امروز» بابت اتهام تخلف از مصوبات شورای عالی امنیت ملی با اکثریت آرا مجرم شناخته نشد. سخنگوی هیئت منصفه دادگاه مطبوعات تصریح کرد: این روزنامه به اتهام نشر مطالب خلاف واقع موضوع شکایت سازمان بهزیستی به اتفاق آرا مجرم شناخته نشد، همچنین به اتهام افتراء [موضوع شکایت وکیل مهدی هاشمی] به اتفاق آرا مجرم شناخته نشد.
مهرداد بذرپاش، مدیر مسئول وطن امروز در مصاحبه‌ای با خبرگزاری تسنیم در فرودین ۱۳۹۳، از دولت و شورای عالی امنیت ملی به خاطر برخوردهای مکرر با این روزنامه انتقاد کرد. او گفت منتقدین توافق هسته‌ای می‌خواهند دولت محتوای مذاکرات را به اطلاع مردم برساند. در این صورت نظر مردم خیلی تغییر خواهد کرد. او ادعا کرد مسئولین دولت چون از لحاظ کار اجرایی ضعیف هستند از منتقدین می‌ترسند و این که این روش آن‌ها با ژست آزادی بیان سازگاری ندارد. او دبیرخانه شورای امنیت را متهم کرد که برای اولین بار در تاریخ جمهوری اسلامی با رویکرد سیاسی با منتقدین برخورد می‌کند در حالی که این نهاد باید رویکرد فرابخشی داشته باشد تا به اعتبارش آسیب وارد نشود، و این که همین نهاد در برابر اظهارات بعضی از مقامات دولتی که خلاف امنیت ملی بوده حتی تذکر هم نداده‌است.